# Gracias a Dios (canción)
«Gracias a Dios» es una canción interpretada por la cantante mexicana Thalía, incluida en su cuarto álbum de estudio, En éxtasis (1995) y publicada como el quinto sencillo del álbum en mayo de 1996. Fue escrita por el cantautor mexicano Juan Gabriel. El video musical para este sencillo fue dirigido por Benny Corral. Una versión en inglés de esta canción, llamada «I Found Your Love», puede ser encontrada en el álbum recopilatorio Nandito Ako (1997).

## Historia
«Gracias a Dios» fue escrita por el cantautor mexicano Juan Gabriel y se la obsequió a Thalía. La canción fue interpretada primero en 1989 por Thalía en el último episodio de la telenovela Luz y sombra; con el paso de los años, no fue incluida en ninguno de sus tres primeros álbumes. En 1995, cuando Thalía grababa su cuarto álbum, En éxtasis, decidió grabar la canción e incluirla en el álbum con un ritmo más movido. Fue un éxito y obtuvo grandes niveles de popularidad.

## Información
Es la canción número siete del álbum En éxtasis y el quinto y último sencillo, la canción tuvo un gran éxito a nivel mundial, principalmente en Latinoamérica y el mercado asiático.
La canción narra la historia de una chica que agradece a la vida y a Dios por haberle mostrado el amor, ella le dice a su enamorado que cuando está con él no le importa nada que solo importa lo que el diga, que con el cambia su vida a un mundo divino, que con el solo importa el cariño. Ella le dice que él es el amor que esperaba y que le agradece a Dios por haber conocido y por estar con él, porque lo encontró por conocerlo y por ser tan feliz y enamorados porque esan juntos le da Gracias a Dios y a la vida y al amor, porque nacieron en el mismo siglo los dos.
Thalía también grabó una versión en inglés de la canción, llamada «I Found Your Love». Esta versión fue incluida en el álbum recopilatorio Nandito Ako, lanzado en 1997.

## Video musical
El video musical fue dirigido por el entonces aclamado Benny Corral. Comienza con Thalía maquillándose frente a un espejo y con una peluca corta negra con flequillo, hay muchas luces azules y moradas; después ella entra a un cuarto con la peluca negra con flequillo y un corsé color negro de cuero, y en una silla hay un hombre con los ojos vendados (Eduardo Venegas), y ella le quita la venda de los ojos, y él se pone nervioso, ella le pone crema de afeitar y lo afeita y con la navaja le rompe la camisa, después con una manguera comienza a mojarlo todo el cuerpo, después lo amarra a una soga y lo pone de cabeza, ella le dibuja un corazón en el pecho de él con un lápiz labial. Thalía cambia a un vestido sensual rosa, y él la rechaza, ella le enciende un cigarro con una vela que tiene puesta sobre su sostén, él la rechaza de nuevo, al final ella llora frente a un espejo y él se le acerca y ahora la acepta.
El video hace referencia a que la mujer es obsesiva y posesiva con su pareja, lo cual provoca el rechazo de este. La peluca negra con flequillo simboliza cuando Thalía se transforma en esa persona posesiva, y cuando está frente al espejo llorando, se quita la peluca con flequillo dando a entender que no podía seguir teniendo esta actitud y manteniendo una farsa amorosa. Sin embargo, vuelve a ilusionarse cuando la pareja vuelve con ella, y Thalía es aceptada.
El video causó una leve controversia en ese entonces por sus imágenes provocativas y no fue transmitido en algunos canales de televisión.

## Remixes
- 1- «Gracias a Dios» (Álbum Versión) - 4:01
- 2- «Gracias a Dios» (Inglés Versión) - 4:01
- 3- «Gracias a Dios» (Versión Del 89) - 4:13
- 4- «Gracias a Dios» (Banda Versión) - 3:47
- 5- «Gracias a Dios» (años 1970 Midi Club Mix) - 6:11
- 6- «Gracias a Dios» (años 1970 Midi ￼Radio Edit) - 4:00
- 7- «Gracias a Dios» (Midi Club Mix) - 6:15
- 8- «Gracias a Dios» (Midi Radio Edit) 4:00
- 9- «Gracias a Dios» (Mijangos Club Mix) - 6:24
- 10- «Gracias a Dios» (Mijangos Radio Edit) - 4:17

## Posicionamiento
| Listas (1996-1997)               | Posición |
| -------------------------------- | -------- |
| Latin America Top 100            | 1        |
| México Top 100                   | 1        |
| España Hot 100                   | 8        |
| U.S. Billboard Latin Pop Airplay | 26       |